# Encinas
Encinas település Spanyolországban, Segovia tartományban. Encinas Pradales, Fresno de la Fuente, Grajera, Aldeonte, Navares de Ayuso és Navares de Enmedio községekkel határos. Lakosainak száma 40 fő (2024).

## Népesség
A település népessége az elmúlt években az alábbi módon változott:
| Lakosok száma | 71   | 68   | 59   | 57   | 56   | 52   | 43   | 44   | 40   | 40   |
|               | 2001 | 2004 | 2007 | 2009 | 2012 | 2014 | 2017 | 2019 | 2022 | 2024 |